# Caucasus Airlines
Caucasus Airlines var ett georgiskt flygbolag med säte i Tbilisi. Härfrån flög man reguljärt inrikes till Batumi och utrikes till Baku, Jerevan och Sotji. Flygplansflottan bestod av två Embraer EMB 120.